# Castello di Kawagoe
Il Castello di Kawagoe (川越城?, Kawagoe-jō) è un castello giapponese situato nella città di Kawagoe nella Prefettura di Saitama.
Come altri castelli della regione vide molta azione nel XV-XVI secolo dato che il Tardo clan Hōjō e i due rami del clan Uesugi combatterono per il controllo del Kantō. Negli anni 1450 Kawagoe fu in possesso del ramo Yamanouchi degli Uesugi. Il ramo Ogigayatsu controllava il vicino Castello Shirai nella provincia Shimōsa e il da poco costruito castello di Edo e pertanto aveva un significativo vantaggio tattico sui loro cugini Mamanouchi.
Quando decadi più tardi il clan Hōjō tentò di ottenere il controllo del Kantō, Kawagoe servì come importante base operativa. Hōjō Ujitsuna conquistò il castello di Edo nel 1524 e quello di Kawagoe nel 1537. Per circa due decadi il clan Uesugi tentò di riconquistare la regione. Nella battaglia di Kawagoe del 1545 la guarnigione Hōjō di Kawagoe sconfisse un tentato assedio del castello di Edo, questa vittoria condusse alla fine del potere degli Uesugi nella regione e alla quasi totale distruzione del clan.
Kawagoe sotto il controllo degli Hōjō servì per altri quarantacinque anni come fortezza satellite per la difesa di Edo e del castello base del clan a Odawara. Kawagoe controllava la strada ad occidente per la provincia di Echigo e la sua posizione sul fiume Arakawa e vicino al fiume Edo furono elementi importanti della sua importanza tattica nel difendere il Kantō da attacchi dal nord.
Dalla caduta degli Hōjō fino alla fine del periodo Edo fu il quartier generale del Dominio di Kawagoe.

## Condizioni attuali
Nel 1870 iniziò lo smantellamento del castello. Alcuni dei suoi edifici furono spostati in Kawagoe e nelle vicine città.
Sul sito originario rimane una torre (yagura), posta su un'altura e la sala principale (本丸御殿?, Honmaru Goten). nel 1967 il governo prefetizio di Saitama lo dichiarò patrimonio culturale tangibile. La sala riunioni (家老詰所?, Karō Tsumesho) fu riportata in una posizione vicino a quella originaria. Anche questa fu dichiarata patrimonio culturale tangibile nel 1991.